# إل برندل
إل برندل (بالإنجليزية: El Brendel) مواليد 25 مارس 1890 في فيلادلفيا - الوفاة 9 أبريل 1964 في هوليوود، كاليفورنيا، الولايات المتحدة، هو ممثل وكوميدي أمريكي بدأ مسيرته الفنية سنة 1926. من أعماله أجنحة. امتدت مسيرته الفنية لأكثر من 38 عاما.

## روابط خارجية
- إل برندل على موقع IMDb (الإنجليزية)
- إل برندل على موقع ألو سيني (الفرنسية)
- إل برندل على موقع أول موفي (الإنجليزية)
- إل برندل على موقع قاعدة بيانات برودواي على الإنترنت (الإنجليزية)
- إل برندل على موقع قاعدة بيانات برودواي على الإنترنت (الإنجليزية)
- إل برندل على موقع قاعدة بيانات الأفلام السويدية (السويدية)
- إل برندل على موقع إن إن دي بي (الإنجليزية)
- إل برندل على موقع قاعدة بيانات الفيلم (الإنجليزية)
- إل برندل على موقع كينوبويسك (الروسية)